# Latrodectus mirabilis
Latrodectus mirabilis is een spin uit de familie der kogelspinnen. Ze komt alleen voor in Argentinië.
Op het achterlijf zit een grotere en een kleinere rode vlek.